# Roy Brooks
Roy Brooks (9. března 1938 Detroit – 15. listopadu 2005 tamtéž) byl americký jazzový bubeník. Studoval na detroitském technickém institutu, ale ještě než studia dokončil, začal vystupovat s Yusefem Lateefem. V letech 1959–1964 hrál v kapele Horace Silvera. Během své kariéry spolupracoval i s dalšími hudebníky, mezi které patří Dexter Gordon, Chet Baker, Abdullah Ibrahim, Blue Mitchell, Sonny Stitt, Charles McPherson a vydal i několik alb jako leader.